# 暴风转码
暴风转码（暴风转码2009）是暴风影音推出的一款免费视频格式转换软件，隶属于北京暴风网际科技有限公司。暴风转码可以方便的转换常见的视频、音频格式，特点为转换速度快，支持的设备齐全。